# Struthisca micropsycha
Struthisca micropsycha is een vlinder uit de familie van de zakjesdragers (Psychidae). De wetenschappelijke naam van deze soort is voor het eerst voorgesteld als Ctenocompa micropsycha door Edward Meyrick in een publicatie uit 1919.
De soort komt voor in India.